# Bálint Balassi

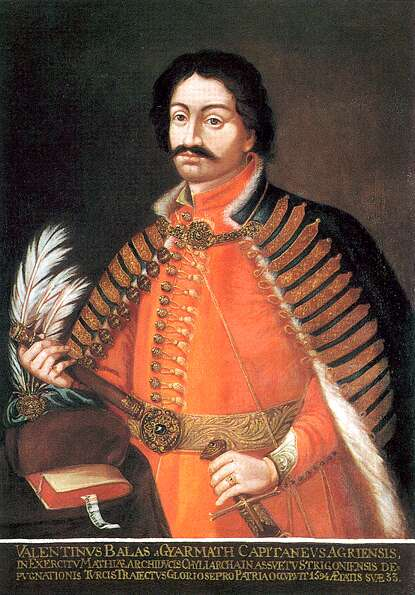
Bálint Balassi

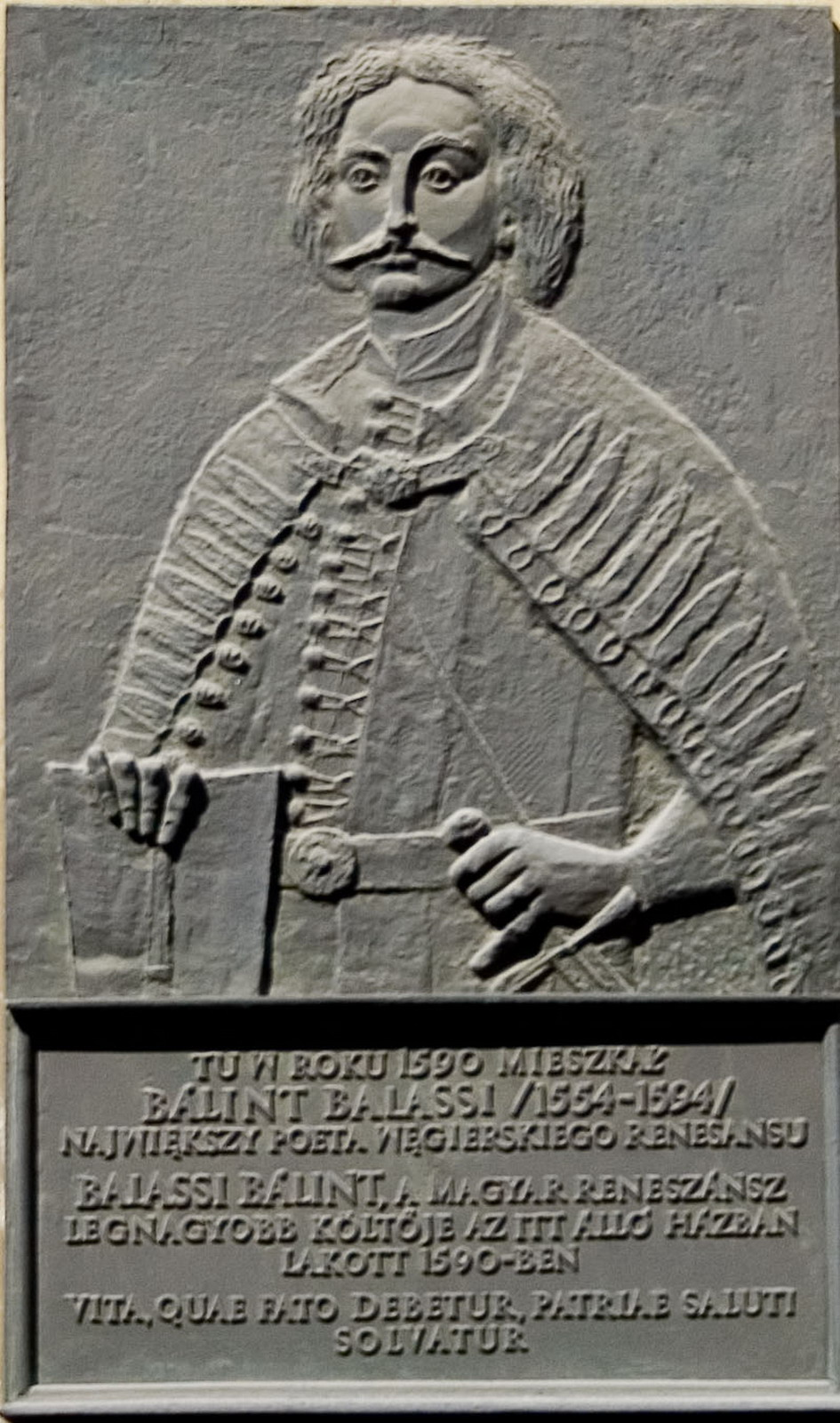
Tablica pamiątkowa na pałacu „Pod Baranami” w Krakowie

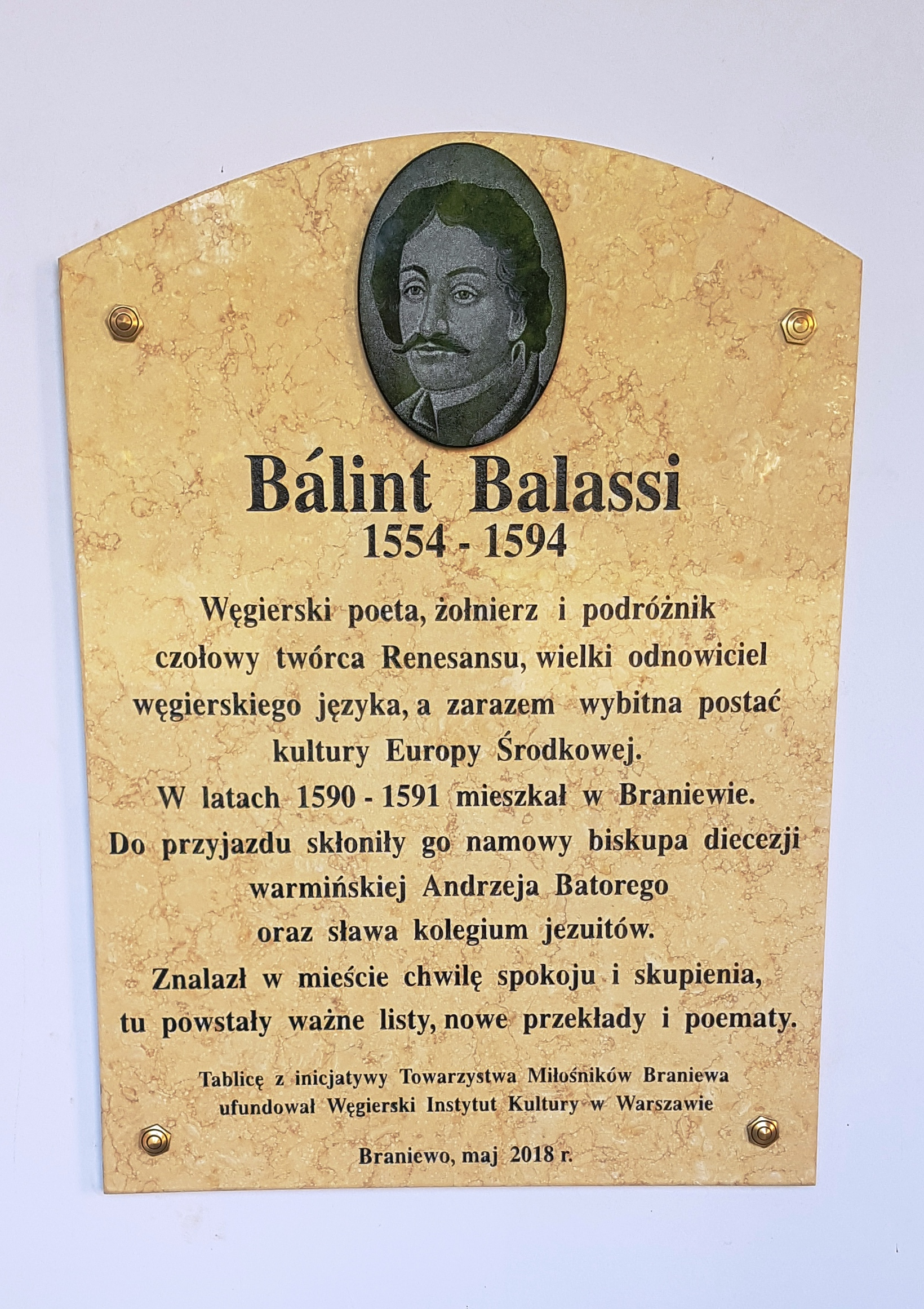
Tablica pamiątkowa na budynku Collegium Hosianum w Braniewie, upamiętniająca pobyt poety w tym mieście w latach 1590-1591

Bálint Balassi lub Bálint Balassa (ur. 20 października 1554 w Zwoleniu, obecnie Słowacja, zm. 30 maja 1594 w Ostrzyhomiu) – węgierski poeta odrodzenia. Tworzył po węgiersku i słowacku. Jeden z pierwszych znaczących poetów piszących po węgiersku.

## Życiorys
Bálint Balassi pochodził z protestanckiej, magnackiej rodziny węgierskiej. Był synem barona Janosa  Balassi, komendanta twierdzy w Zwoleniu. W młodości jego wychowawcą był Péter Bornemisza, który też wzbudził w nim zainteresowania literaturą. Od 1565 Balassi uczęszczał do szkół w Norymberdze, gdzie otrzymał staranne wykształcenie (m.in. znajomość ośmiu języków). W latach 1573–74 studiował w szkole wojennej w Egerze. Wykształcenie militarne pozwoliło mu wraz z ojcem uczestniczyć w walkach z Turkami i Siedmiogrodem (posiadłości rodzinne leżały w habsburskiej części Węgier). Podczas walk z Siedmiogrodem dostał się do niewoli księcia Istvána Báthorego, który po koronacji na króla Polski zabrał swego więźnia-poetę ze sobą do Polski. Dopiero w 1577 udało się Balassiemu wrócić na Węgry, gdzie roztrwonił majątek prowadząc liczne miłostki i procesy. W 1578 poznał Annę Losonczi, żonę Bana Chorwacji, dla której pisał wiersze miłosne.
W latach 1579–1582 służył w husarii w Egerze, gdzie ożenił się z powodów majątkowych z Krisztiną Dobó (córką Istvána Dobó), małżeństwo to zostało jednak unieważnione. Balassi konwertował na katolicyzm i rozpoczął twórczość religijną. W roku 1588 służył w wojsku w twierdzy Nowe Zamki. W tym czasie odrodziła się w nim miłość do (w międzyczasie owdowiałej) Anny Losonczi, co owocowało w licznych pięknych wierszach miłosnych.
W  1589 r. podróżował po Siedmiogrodzie, ale z końcem tego roku powrócił do Polski. Przebywał głównie w Krakowie i w Braniewie na Warmii, ale przez pewien czas gościł u Bonerów w zamku Kamieniec. Jesienią 1591 r. wrócił na Węgry, gdzie handlował m.in. winem.
W 1593 r. Balassi wstąpił ponownie do wojska cesarskiego, w którym u boku Mikołaja II Pálffy'ego wojował przeciw Turkom. Podczas oblężenia Esztergomu został ciężko ranny od pocisku artyleryjskiego, w wyniku czego zmarł 30 maja 1594.

## Twórczość
Bálint Balassi był jednym z pierwszych znaczących poetów, którzy tworzyli po węgiersku. W swej twórczości nawiązywał do łacińskojęzycznych poetów odrodzenia jak: Marullus, Angerianus i Janus Secundus, tłumacząc ich utwory na węgierski. Wiele jego utworów było pomyślanych jako pieśni i ubranych w muzykę. Balassi zebrał swe wiersze w 1589 (jako manuskrypty) w tomiku, wydanym po jego śmierci. W swych wierszach poruszał tematykę miłosną, religijną i militarną. Był też autorem pierwszego dramatu w języku węgierskim pt. Piękna węgierska komedia.
Liryka poety jest ujęta w kunsztowną formę wersyfikacyjną. Balassi wynalazł strofę 6a 6a 7b, 6c 6c 7b, 6d 6d 7b, nazywaną do dziś jego imieniem. Poeta stosował też akrostychy.